# In a Life and Place Like This
In a Life and Place Like This är ett studioalbum av den svenska duon Good Harvest som släpptes den 31 mars 2017.

## Låtlista
Alla låtar är skrivna och komponerade av Hanna Enlöf och Ylva Eriksson om ingenting annat anges. 
| Nr           | Titel                            | Text                              | Musik                                     | Längd   |
| ------------ | -------------------------------- | --------------------------------- | ----------------------------------------- | ------- |
| 1.           | Pilgrim                          |                                   |                                           | 4:23    |
| 2.           | Linger Long Enough               |                                   |                                           | 2:56    |
| 3.           | Far Beyond                       |                                   |                                           | 4:30    |
| 4.           | Waker of the Heart               |                                   |                                           | 3:44    |
| 5.           | Wolves                           |                                   |                                           | 3:56    |
| 6.           | Closet of Your Mind              | Craig Stanton Thomas              | Hanna Enlöf                               | 3:50    |
| 7.           | Charly                           |                                   |                                           | 3:28    |
| 8.           | Hitchhiker's Luck                | Craig Stanton Thomas, Hanna Enlöf |                                           | 3:53    |
| 9.           | Trasten                          |                                   |                                           | 2:58    |
| 10.          | Only to Fall                     | Craig Stanton Thomas              | Hanna Enlöf                               | 4:11    |
| 11.          | Failing Arms                     | Hanna Enlöf                       | Hanna Enlöf, Ylva Eriksson                | 5:29    |
| 12.          | Three                            | Ylva Eriksson                     | Dawidh Grahn, Hanna Enlöf, Ylva Eriksson  | 3:18    |
| 13.          | Sail and Brow                    | Craig Stanton Thomas              | Hanna Enlöf, Ylva Eriksson                | 4:38    |
| 14.          | The Passing                      |                                   | Erik Berglund, Hanna Enlöf, Ylva Eriksson | 1:50    |
| 15.          | Woodstock                        | Joni Mitchell                     | Joni Mitchell                             | 4:24    |
| 16.          | Times They Are a Changing [Live] |                                   |                                           | 3:29    |
| Total längd: | Total längd:                     | Total längd:                      | Total längd:                              | 1:00:57 |